# Воррен Камансі
Воррен Гакон Крістофер Камансі (норв. Warren Håkon Christofer Kamanzi, нар. 11 листопада 2000, Тронгейм, Норвегія) — норвезький футболіст руандійського походження, фланговий захисник французького клубу «Тулуза» та молодіжної збірної Норвегії.

## Ігрова кар'єра

### Клубна
Воррен Камансі є вихованцем футбольної академії норвезького клубу «Русенборг». У 2015 році футболіста було переведено до молодіжної команди «Русенборга». Перед початком сезону 2020 року Камансі був внесений в заявку першої команди на чемпіонат Норвегії. Але в основу «Русенборга» захисник не зумів пробитися. Сезон 2021 він провів в оренді в клубі Другого дивізіону «Рангейм».
В січні 2022 року Камансі підписав контракт з клубом «Тромсе», у складі якого і дебютував на професійному рівні у вищому дивізіоні. Сталося це 18 квітня 2022 року, коли Камансі вийшов на заміну у матчі проти «Олесунна».
А вже по завершенню сезону Камансі перейшов до французької «Тулузи», підписавши з клубом контракт до 2026 року. З якою у квітні 2023 року став переможцем Кубка Франції.

### Збірна
Восени 2022 року Воррен Камансі отримав виклик до національної збірної Руанди але відхилив виклик, маючи сподівання на виступи у складі збірної Норвегії.
У вересні 2022 року футболіст був викликаний до молодіжної збірної Норвегії.

## Титули
Тулуза
 Переможець Кубка Франції: 2022/23